# Ribozima

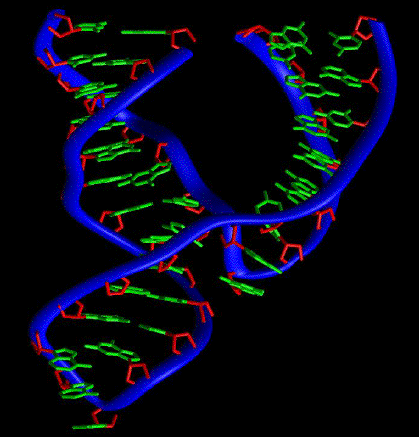
Estrutura tridimensional de uma ribozima

Uma ribozima é uma molécula de RNA com capacidade auto-catalítica semelhante às enzimas. O termo ribozima, em si, deriva da combinação das palavras enzima e ácido ribonucleico. As ribozimas são moléculas de RNA que possuem a capacidade de atuar como catalisadores, ou seja, de diminuir a energia de ativação de uma reação de forma específica. Tal como as enzimas proteicas, possuem um centro ativo que se une especificamente a um substrato e que facilita a sua conversão num produto. As ribozimas são menos versáteis que as enzimas proteicas.
Em 1981 descreveu-se pela primeira vez este fenómeno, no ciliado Tetrahymena, observando-se como uma sequência intrónica de um rRNA era capaz de sofrer cisão sozinha, sem a intervenção de uma enzima proteica. Muitas ribozimas são intrões com capacidade de autoprocessamento, isto é, são capazes de se autoeliminar unindo os dois éxons adjacentes. Os íntrons autoprocessadores são singulares no sentido de que normalmente só atuam uma vez e se destrói a sua atividade, pelo qual não cumprem todos os requisitos que definem um catalisador.
Foram já descritas ribozimas em vírus, em procariotas e em eucariotas. Existem ribozimas implicadas em diversas e importantes reações celulares; destacam-se entre elas o processamento ou maturação do RNA e a síntese de proteínas (uma das moléculas de RNA componentes do ribossoma catalisa a ligação peptidica, ou união dos aminoácidos).  A descoberta destas moléculas de RNA com capacidade catalítica, abre luz sobre a questão da origem da vida biológica. Podemos pensar que foram moléculas de RNA, ou parecidas, com capacidade de se autoreplicarem, as precursoras da vida. Estas hipotéticas replicases de RNA haveriam evoluído até originar a célula.
Observação: A existência da ribozima, uma RNA catalítico, sugere que o RNA tenha aparecido antes do DNA na origem da vida. Amino ácidos teriam dado "vida" a bases nitrogenadas, em seguida a nucleotidios. Dos nucleotidios formara-se acido nucleico e dele o RNA catalítico que teria servido de "molde" para o DNA.